# Sindo (Cộng hòa Dân chủ Nhân dân Triều Tiên)
Sindo (Hán Việt: Tân Đảo) là một huyện của tỉnh Pyongan Bắc tại Cộng hòa Dân chủ Nhân dân Triều Tiên. Hầu hết diện tích của huyện là Pidansom, một đảo (hay cù lao) nằm ở cửa sông Áp Lục. Sindo trở thành một huyện riêng biệt từ năm 1991; trước đó, nó là một phần của Ryongchon, mặc dù trong năm 1967 nó cũng có một thời gian ngắn là một huyện độc lập.
Nằm ở góc tây bắc của Triều Tiên, Sindo giáp với Trung Quốc ở phía bắc và tây, giáp với Hoàng Hải ở phía nam; ở phía đông, qua một eo biển hẹp là huyện Ryongchon. Phần lớn diện tích của huyện là đất cải tạo. Có một số hòn đảo gần bờ, mặc dù quần đảo Sindo đã được hợp thành một vùng đất liền mạch duy nhất. Hòn đảo Pidansom là điểm cực tây của Triều Tiên; đảo được hình thành theo một kế hoạch cải tạo vào năm 1958 từ một vài hòn đảo nhỏ hơn. Các đảo khác trên địa bàn huyện là Ssarisom, Kanunsom (가는섬), và Munbakto. Có một số đồng bằng phù sa và các bãi sậy rộng lớn.
Sậy là cây trồng chính, song ngư nghiệp và trồng trọt cũng đóng vai trò quan trọng. Sậy được trồng trong huyện được chở đến các nhà máy dệt tại Sinuiju. Hàu được thu lượm với số lượng lớn, ngoài ra, còn có một số nguồn lợi thủy sản khác.
Không có đường sắt tại Sindo, còn đường bộ thì rất nhỏ. Tuy nhiên, có một tuyến xe buýt nối trung tâm Sindo đến cảng Pidan, với các chuyến tàu nối huyện đến Sinuiju và Yongampo. Năm 2008, dân số toàn huyện Sakju là 11.810 người (5.489 nam và 6.321 nữ), trong đó, dân cư đô thị là 8.713 người (73,8%) còn dân cư nông thôn là 3.097 người (26,2%).